# Народноослободилачки одбори
Народноослободилачки одбори (НОО) су били органи револуционарне народне власти у Југославији, формирани за време Народноослободилачког рата у периоду од 1941. до 1945. године. Стварани су, односно бирани или именовани, од почетка оружаног устанка 1941. године, на ослобођеној, а касније и на неослобођеној територији и од оснивања су били клица новог друштвеног система, јер су својим револуционарно-демократском праксом изражавали револуционарне и социјалне тежње народних маса.

## Оснивање и регулисање рада Народноослободилачких одбора
У првој години рата у неким крајевима Југославије, НОО-и су били претежно органи у сврху борбе, како би снагама Народноослободилачког покрета обезбедили потребна материјална средства за успешно вођење ослободилачке борбе и називани су привремени народноослободилачки одбори. У крајевима где је оружани устанак од самог почетка добио шире размере, НОО-и су били и органи борбе и нова народна власт, коју је народ бирао и у свему подржавао.
Први органи народне власти су се у разним крајевима Југославије различито називали:
- народноослободилачки одбори
- револуционарна већа
- одбори народне одбране
- народна већа
- ослободилачки комитети
- одбори ослобођења
- одбори фронта
- команде општина
- војнореволуционарна већа, итд.

Упоредо са развојем Народноослободилачког рата и револуције, тако су се различито развијали и НОО-и од сеоских, општинских, среских и окружних, до обласних и главних НОО-а у неким покрајинама. На Првом заседању АВНОЈ-а у Бихаћу 26. и 27. новембра 1942. године, називи и делокруг рада НОО-а уједначени су на скоро читавој ослобођеној територији Југославије. Обично су најпре стварани сеоски, а затим оптшински и остали НОО-и, мада је било и обратних случајева, да су први били оснивани срески, па сеоски и општински (Црна Гора, Западна Србија, Босанска крајина). У Словенији је већ 16. септембра 1941. године основан НОО за читаву покрајину, а тек су после стварани сеоски и остали одбори.

### Задаци Народноослободилачких одбора
Народноослободилачки одбори су у свом раду најнепосредније сарађивали са војнотериторијалним командама, које су биле дужне да одржавају тесни контакт с народноослободилачким одборима и старају се о провођењу у дело њихових одлука. Сав питања међусобне сарадње на слободној територији НОО-и су решавали споразумно са војнопозадинским органима, оперативним јединицама и друштвено-политичким организацијама.
Од посебног значаја за развитак НОО-а била су начела о њиховим изборима, карактеру и задацима, први пут објављена у Упутству комунистичке партије Југославије, објављеном 19. октобра 1941. године у „Борби“ под насловом „Народноослободилачки одбори морају постати истински привремени носиоци власти“. У фебруару 1942. године Врховни штаб НОП и ДВ Југославије за време боравка у Фочи, на плану даљењег развоја НОБ-а у Југославији, објавио је прописе о НОО-има под називом „Задаци и устројство народноослободилачких одбора“ и „Објашњења и упутства за рад народноослободилачких одбора у ослобођеним крајевима“, познате као „Фочански прописи“. У септембру 1942. године, Врховни штаб НОВ и ПО Југославије преузео је низ нових мера за даљу изградњу система народне власти. У селу Дринићима, 2. септембра издата су нова упутства о избору, структури и задацима НОО-а и органа позадинске војне власти, под именом „Наредба о избору, структури и задацима народноослободилачких одбора и наредба о образовању позадинских војних власти“. Тим прописима НОО-и су проглашени за сталне органе власти, а донета су и упутства за спровођење избора за НОО-е по демократском изборном систему. Крајем 1942. године, НОО-и се на својим територијама појављују као организатори привредног, политичког и културног живота.

## Типови Народноослободилачких одбора
Народноослободилачки одбори су били подељени на сеоске, општинске, среске, окружне, обласне и главне. Сваки од њих је обављао своје задаће од локалног, па до регионалног нивоа. Што је НОО деловао на вишем нивоу, то је имао више чланова и био сложенији по саставу и обављању својих дужности.
Сеоски народноослободилачки одбори, као непосредни органи народне власти, директно повезани са бирачима сељацима, којима су били одговорни за рад имали су у саставу 3 до 5 чланова, од којих је сваки био задужен за поједини сектор рада. Председник и секретар (који су најчешће били чланови КПЈ) обједињавали су рад читавог одбора. Осим рада око исхране војске, сиромашног становништва и избеглица, сеоски НОО-и су решавали и многа друга питања, вршили реквизицију и конфискацију, организовали сеоске страже, скупове, конференције, течајеве за описмењавање, предавања из области културе, решавали молбе и захтеве мештана и о свом раду подносили извештај општинском НОО-у.
Општински народноослободилачки одбори су, поред организационе и политичке помоћи сеоским НОО-има, обедињавали њихов рад. Овај тип одбора састојао се од пленума који су сачињавали председници или секретари сеоских НОО-а и чланови Извршног одбора (секретаријата), који се састојао од председника, секретара (по правилу је био члан КПЈ), благајника и неколико чланова, директно задужених за поједине секторе рада. Извршни одбор обављао је свакодневне текуће послове, спроводећи закључке са седница пленума општинског НОО-а. Извршни одбор је за свој рад одговарао пленуму општинског НОО-а, а подносио је извештаје о свом раду среском НОО-у. У неким крајевима Босне, уместо општинског НОО-а постојале су команде општина на челу с командантом.
Срески народноослободилачки одбори састојали су се од пленума, који је сачињавао од 15 до 25 чланова, и Извршног одбора који су сачињавали председник, потпредседник, секретар и чланови задужени за поједине секторе рада, попут исхране војске и становништва, комуналних питања, питања здравства, културе и просвете, итд. Извршни одбор радио је као колективно тело. Инстутуција среских (котарских) НОО-а задржала се дуго година још и после рата.
Први срески НОО изабран је 21. јула 1941. године у Беранама, под именом Народни одбор ослобођења. Том је приликом донета резолуција којом је постављено да целокупну цивилну, судску и војну власт преузима народ.
Окружни народноослободилачки одбори образовани су на ширим ослобођеним подручјима кад је већ постојала потпуно изграђена мрежа нижих органа власти. Први окружни НОО формиран је у Ужицу 7. новембра 1941. године и обухватао је шест срезова. У новембру, на подручју Западне Србије, основана су два иницијативна окружна НОО-а, за ваљевски округ у Осеченици и за таковски округ у Чачку. На територији Хрватске 20. јануара 1942. године формиран је Окружни НОО за Кордун, али је по одлуци Централног комитета Комунистичке партије Хрватске након неког времена укинут. После септембра 1942. године почели су да се формирају Окружни НОО-и и на другим подручјима Југославије, да би у 1943. години и касније били основани у свим ослобођеним крајевима.
Обласни (покрајински) народноослободилачки одбори формирају се ради организационог и политичког деловања на широј и компактној ослобођеној територији. Први обласни НОО формиран је 17. априла 1942. године у Херцеговини, из чијег се конститутивног документа види да је имао првенствено политичке задатке, мада се бринуо и о раду нижих органа власти.
Обласни НОО за Далмацију основан је 28. јануара 1943. године. Приликом конституисања прогласио се Покрајинским народноослободилачким одбором за Далмацију да би касније био преименован у Обласни. Велику активност испољио је у лето и јесен 1943. године, нарочито после капитулације Италије. Сем рада на ослобођеној територији, његова активност се проширила и на окупиране делове Далмације.
У Славонији је изабран Обласни НОО 22. августа 1943. године, а у Истри истог месеца, да би 25. септембра 1943. године, на скупштини у Пазину био формиран Привремени покрајински извршни одбор за Истру.
На Косову је на конференцији, која је одржана од 31. децембра 1943. до 2. јануара 1944. године, изабран Обласни НОО, који је за све време Народноослободилачког рата радио као орган политичког јединства народа, пружајући помоћ нижим органима власти, који су главном радили илегално или полуилегално.
Обласни НОО за Босанску крајину изабран је 26. септембра 1943. године, а 23. октобра у Тузли је формиран Обласни иницијативни НОО за источну Босну.
Главни народноослободилачки одбори основани су 1941. и 1942. године, да би касније, јачањем Народноослободилачког покрета, прерасли у антифашистичке скупштине и већа, односно у највише органе власти у појединим покрајинама, чиме је потврђен принцип федеративног уређења Југославије.
Иако још није било ослобођених подручја, у Словенији је већ 16. септембра 1941. године основан Словеначки народноослободилачки одбор (савет), као највиши политички орган и орган власти на територији Словеније. Он је потврђен на Кочевском збору почетком октобра 1943. године, да би 9. маја 1945. године прерастао у владу Народне Републике Словеније.
У Србији је 17. новембра 1941. године основан Главни НОО за Србију, као орган са највишим одредбама власти на ослобођеној територији Србије. Овај је одбор кратко време крајем 1941. године радио легално. После Прве непријатељске офанзиве, његова активност је постепено расла, да би у новембру 1944. године прерастао у Антифашистичку скупштину народног ослобођења Србије.
Народноослободилачки одбор за Црну Гору изабран је 1. фебруара 1942. године у манастиру Острогу и успешно је деловао до повлачења партизанских снага из Црне Горе јуна 1942. године.
Главни НОО за Војводину основан је 10. марта 1944. године. Од самог почетка радио је као највиши политички орган и орган власти на свом подручју.

## Закључак
Сви Народноослободилачки одбори, који су формирани и развијали се за време рата, стално су усавршавали свој рад, упоредно са развојем и јачањем НОП-а и његовом афирамцијом на унутрашњем и спољном плану, да би после Другог заседања АВНОЈ-а у Јајцу 29. и 30. новембра 1943. године и сами доживели своју пуну афирмацију и постали врло значајан фактор НОР-а и социјалистичке револуције. Њихова главна особина је да су „поникли“ из народа, односно да су њихови чланови били обични људи.
НОО-и су били власт која је регулисала односе, изграђивала свакодневни живот на ослобођеним и полуослобођеним територијама и учествовала у решавању најосетљивијих питања и проблема, због чега су на тај начин стекли поверење међу становништвом.
Назив НОО задржан је све до објављивања Закона о народним одборима 1946. године.